# Enrique Rodríguez (Musiker)

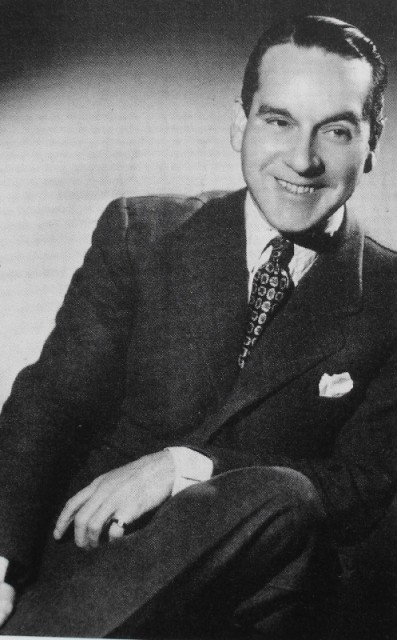
Enrique Rodríguez

Enrique Rodríguez (Aquilino Enrique Rodríguez Ruiz; * 8. März 1901; † 4. September 1971) war ein argentinischer Bandoneonist, Bandleader und Tangokomponist.

## Leben
Rodríguez trat zu Beginn seiner Laufbahn mit einem Pianisten als Stummfilmmusiker auf. Mit dem Aufkommen des Rundfunks in Argentinien wirkte er an Gaucho-Soaps im Radio mit. Kurze Zeit spielte er auch u. a. in den Orchestern Ruso Antonio Gutmans, Juan Maglios, Juan Canaros und Ricardo Brignolos. 1926 debütierte er mit dem Sextett Joaquín Moras, später war er kurze Zeit Mitglied im Orchester Edgardo Donatos.
Bei Radio Belgrano begleitete er 1934 mit einem Trio den Sänger Francisco Fiorentino. 1935 gründete er mit dem Pianisten Lalo Scalise, dem Bandoneonisten Gabriel Clausi und dem Geiger Antonio Rodio ein Quartett, das die Sängerin María Luisa Notar begleitete, die bald darauf seine Frau wurde. 1936 gründete er das La orquesta de todos los ritmos, mit dem er bei Partys und Bällen gut tanzbare Polkas, Walzer, Tangos, Foxtrotts, Pasodobles und Rancheras spielte.
Beim Label Odeon erhielt er 1937 einen Exklusivvertrag. In 34 Jahren nahm er dort mehr als 350 Titel auf. Sein erster Sänger war Roberto Flores, mit dem 35 Aufnahmen entstanden. In drei Perioden war Armando Moreno Mitglied seines Orchesters. Mit ihm nahm er mehr als 200 Titel auf und unternahm mehrere Touren durch Südamerika, insbesondere durch Kolumbien und 1965 (mit Raúl Iriarte) durch Peru. Weitere Sänger seines Orchesters waren im Laufe der Jahre Ricardo Herrera, Fernando Reyes, Omar Quirós, Roberto Videla, José Torres, Oscar Galán, Ernesto Falcón, Cruz Montenegro und Dorita Zárate.

## Kompositionen
nach Texten von Enrique Cadícamo
- Amigos de ayer
- En la buena y en la mala
- Iré
- Llorar por una mujer
- Son cosas del bandoneón
- Yo también tuve un cariño
- Lagrimitas de mi corazón
- Tengo mil novias

andere
- Adiós, adiós amor (Text von Roberto Escalada)
- Café (Text von Rafael Tuegols)
- Como has cambiado pebeta (Text von Rogelio Carbone)
- Flor de lis (Text von Horacio Sanguinetti)
- Sandía calada (Text von Máximo Orsi)